# Arlo Guthrie

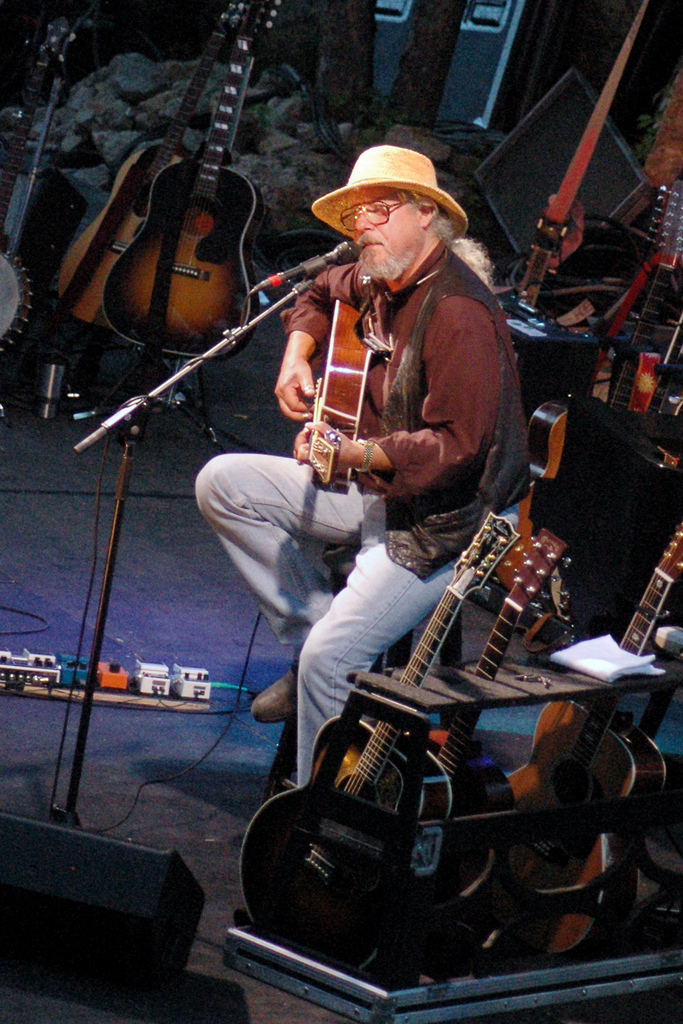
Guthrie under Alice's Restaurant Massacree 40th Anniversary Tour 2005.

Arlo Guthrie, född 10 juli 1947 i Coney Island i Brooklyn, New York, är en amerikansk folkmusiker och låtskrivare. Arlo är son till folkmusiklegendaren Woody Guthrie. 
Arlos genombrott kom 1967 med "Alice's Restaurant Massacree", en drygt 18 minuter lång monolog om när Arlo blev gripen för nedskräpning i Massachusetts. Låten fanns med på albumet Alice's Restaurant och inspirerade senare till en film med samma namn. Han uppträdde också på Woodstockfestivalen 1969, med bland annat sången "Coming Into Los Angeles". Han har sedan dess hållit fast vid sin egen humoristiskt berättande stil där skicklig fingerpicking på gitarr och stark social och politisk radikalism är viktiga ingredienser.
Arlo har även uppträtt med många andra berömda artister, till exempel Willie Nelson och Pete Seeger. På 2000-talet har han vid åtskilliga tillfällen uppträtt tillsammans med sin son Abe och sin dotter Sarah Lee. 
1991 köpte han upp en gammal kyrka i Great Barrington, Massachusetts, känd från "Alice's Restaurant Massacree" som Alice och Ray Brocks bostad, och konverterade den till The Guthrie Center, en mötesplats där folk av alla religioner är välkomna.

## Diskografi
- 1967 – Alice's Restaurant
- 1968 – Arlo (live)
- 1969 – Running Down the Road
- 1970 – Washington County
- 1972 – Hobo's Lullaby
- 1973 – The Last of the Brooklyn Cowboys
- 1974 – Arlo Guthrie
- 1975 – Arlo Guthrie and Pete Seeger: Together in Concert (live)
- 1976 – Amigo
- 1978 – One Night
- 1979 – Outlasting the Blues
- 1982 – Precious Friend
- 1982 – The Power of Love
- 1986 – Someday
- 1990 – Baby's Storytime
- 1992 – Son of the Wind
- 1994 – More Together Again, Vol. 1
- 1994 – More Together Again, Vol. 2
- 1996 – Mystic Journey
- 1997 – Alice's Restaurant: The Massacre Revisited
- 2005 – Together in Concert (live)
- 2005 – Woody's 20 Grow Big Songs
- 2005 – Arlo Guthrie - Live in Sydney (live)
- 2005 – This Land Is Your Land
- 2007 – In Times Like These (live)
- 2008 – 32¢ Postage Due
- 2009 – Tales of '69